# Abu Dhabi

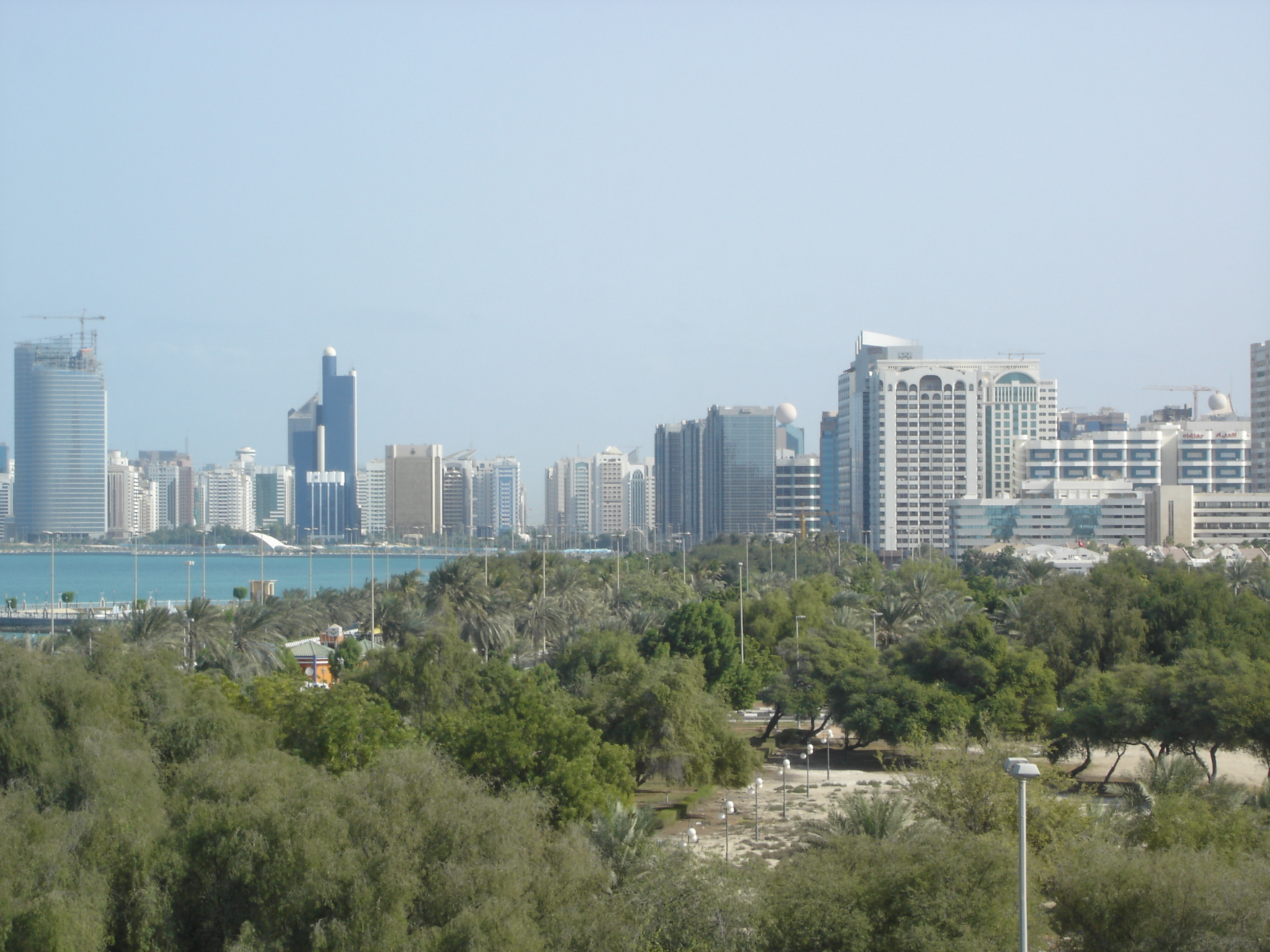
Abu Dhabi år 2004.

Abu Dhabi (arabiska: أَبُو ظَبِي, ʾAbū Ẓabī) är huvudstaden i Förenade arabemiraten och i emiratet Abu Dhabi, det största av de sju emirat som utgör Förenade Arabemiraten. Staden ligger på en T-formad ö i Persiska viken. Ön förbinds med fastlandet av de tre motorvägsbroarna Musaffah Bridge, Maqta Bridge och Shaikh Zayed Bridge. Det går även att nå fastlandet via Sheikh Kalifah Bin Zayed Al Nahyan Bridge och därefter ett antal andra öar.
Staden hade uppskattningsvis en miljon invånare år 2000, varav cirka 83 % är utländska gästarbetare. 
Historiskt var pärlfiske en viktig näring i Abu Dhabi, och staden har utgjort huvudort för Persiska vikens pärlfiske.

## Klimat
Uppmätta normala temperaturer och -nederbörd i Abu Dhabi:
|                                            | Jan | Feb | Mar | Apr | Maj | Jun | Jul | Aug | Sep | Okt | Nov | Dec |
| ------------------------------------------ | --- | --- | --- | --- | --- | --- | --- | --- | --- | --- | --- | --- |
| Normaldygnets maximitemperaturs medelvärde | 24  | 25  | 29  | 33  | 38  | 40  | 42  | 42  | 40  | 36  | 31  | 26  |
| Normaldygnets minimitemperaturs medelvärde | 13  | 14  | 17  | 20  | 23  | 26  | 28  | 29  | 26  | 22  | 18  | 15  |
|                                            |     |     |     |     |     |     |     |     |     |     |     |     |
| Nederbörd                                  | 7   | 21  | 15  | 6   | 1   | 0   | 0   | 2   | 0   | 0   | 0   | 5   |

| Diagram | temperaturer i °C • månadsnederbörd i mm | temperaturer i °C • månadsnederbörd i mm | temperaturer i °C • månadsnederbörd i mm | temperaturer i °C • månadsnederbörd i mm | temperaturer i °C • månadsnederbörd i mm | temperaturer i °C • månadsnederbörd i mm | temperaturer i °C • månadsnederbörd i mm | temperaturer i °C • månadsnederbörd i mm | temperaturer i °C • månadsnederbörd i mm | temperaturer i °C • månadsnederbörd i mm | temperaturer i °C • månadsnederbörd i mm | temperaturer i °C • månadsnederbörd i mm |
|         | 7 24 13                                  | 21 25 14                                 | 15 29 17                                 | 6 33 20                                  | 1 38 23                                  | 0 40 26                                  | 0 42 28                                  | 2 42 29                                  | 0 40 26                                  | 0 36 22                                  | 0 31 18                                  | 5 26 15                                  |

## Sport
Abu Dhabis Grand Prix, en deltävling i formel 1-VM, arrangeras från och med säsongen 2009.